# Biserica de lemn Sf. Nicolae din Costeni

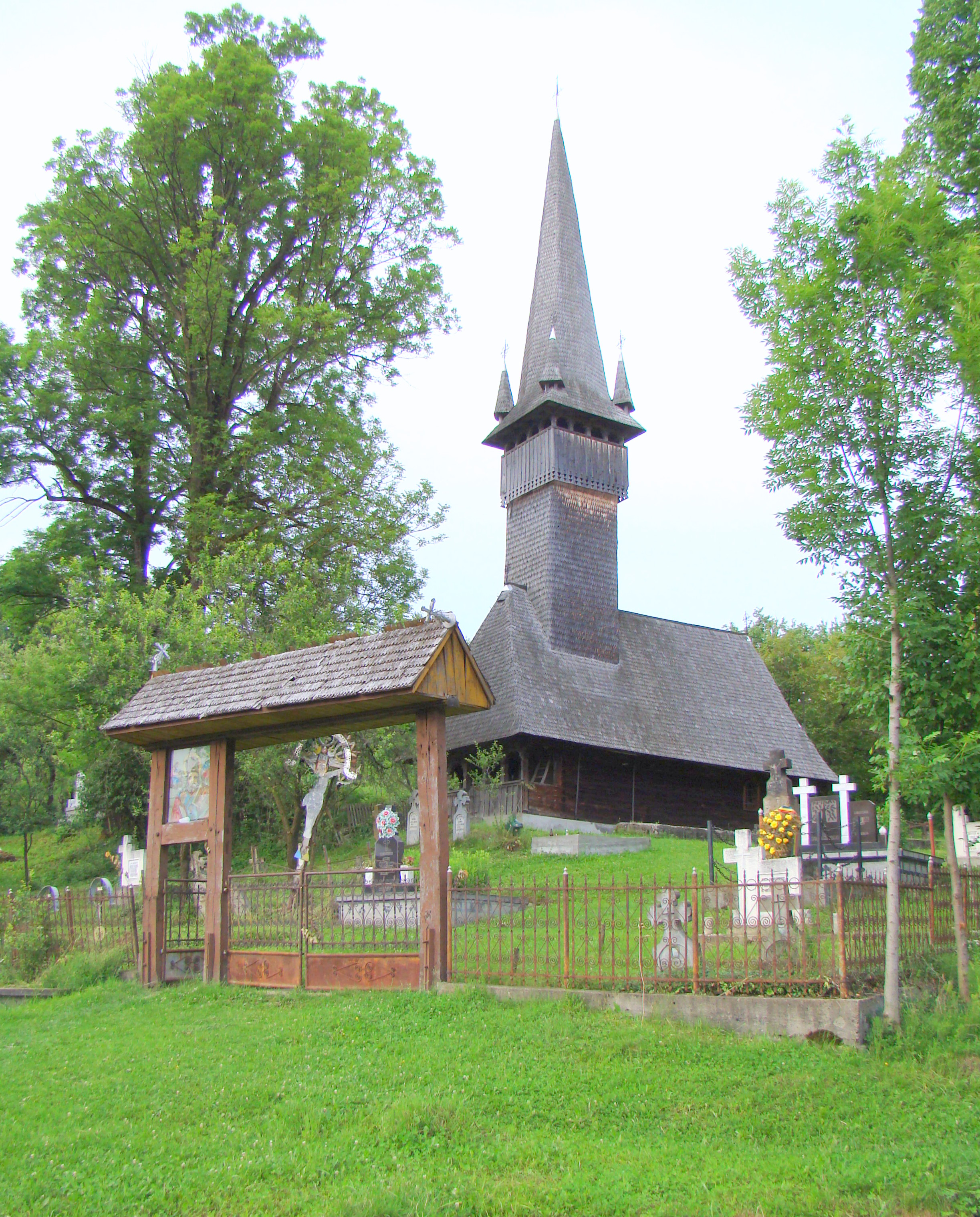
Biserica de lemn Sfântul Nicolae din Costeni, comuna Cupşeni, județul Maramureș, foto: iunie 2009.

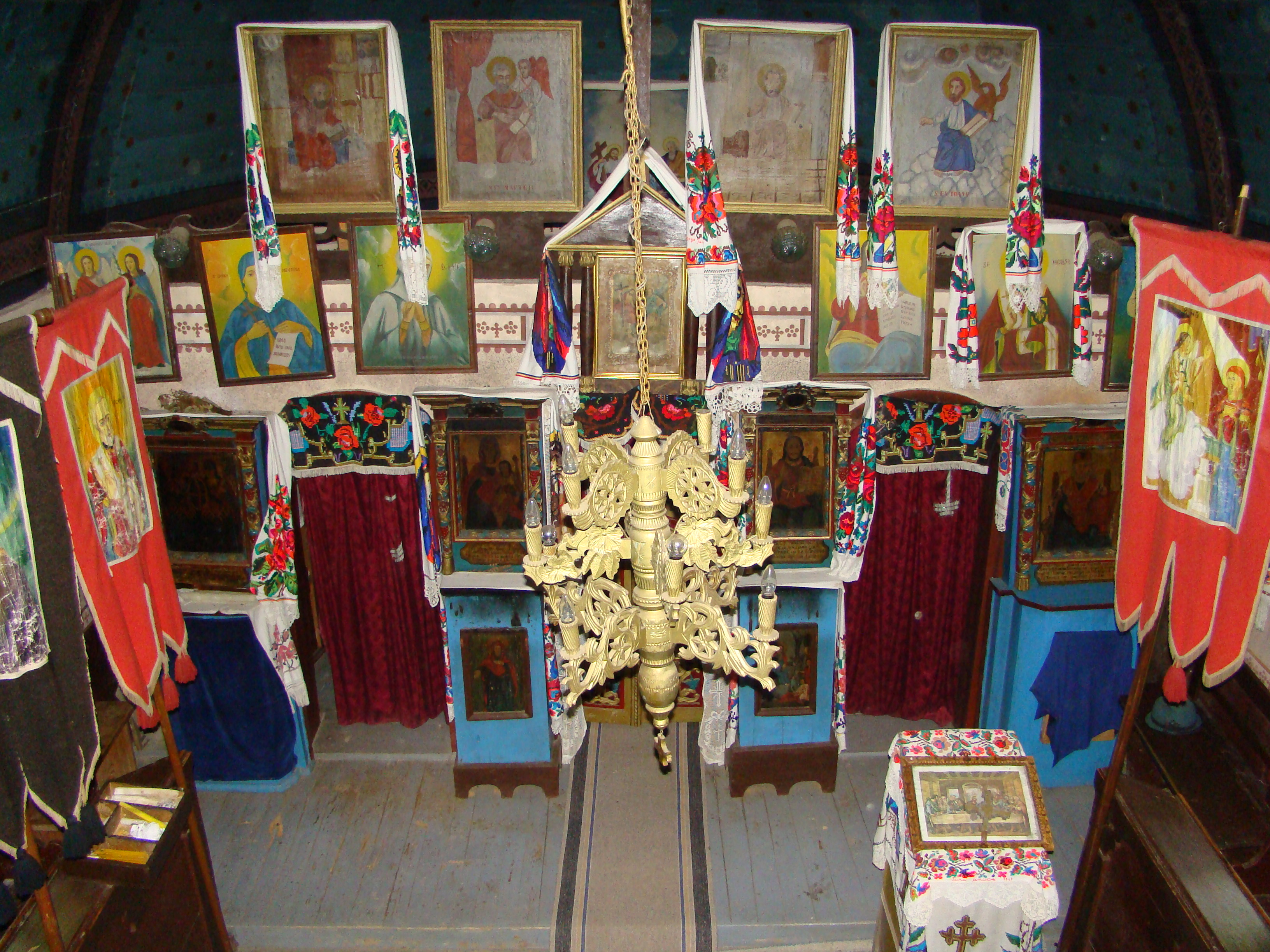
Iconostasul

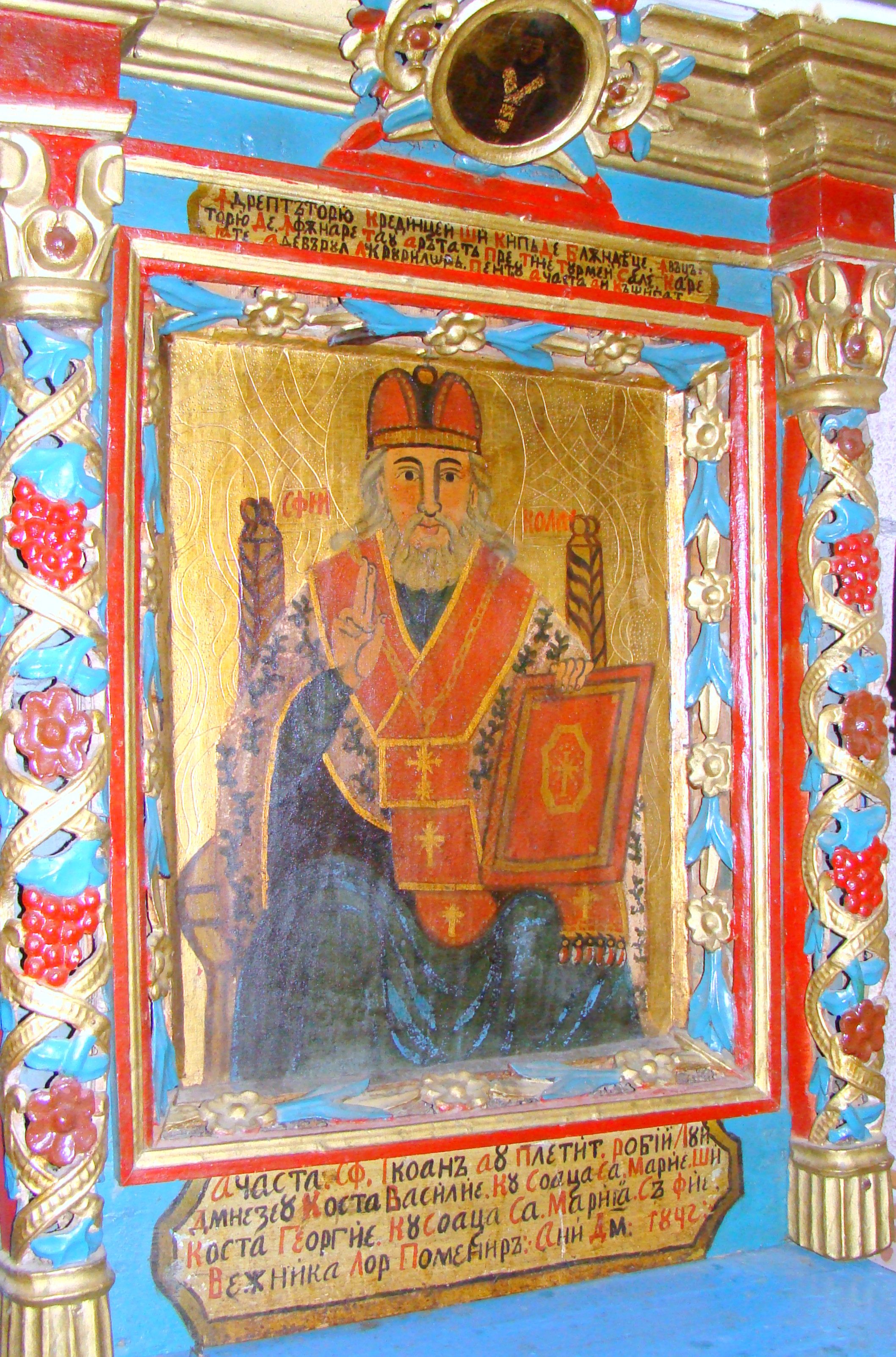
Icoana de hram: Sfântul Ierarh Nicolae

Biserica de lemn din Costeni, comuna Cupșeni, județul Maramureș a fost ridicată în secolul al XIX-lea (1875). Are hramul „Sfântul Nicolae”. Lăcașul figurează pe lista monumentelor istorice, cod LMI MM-II-m-B-04554.

## Trăsături
Plan și elevație tipice pentru sfârșitul secolului al XVIII-lea. Construcție de dimensiuni impunătoare, turnul monumental având la baza coifului alte patru turnulețe. Turnul a fost refăcut, fiind dărâmat în timpul unei furtuni foarte puternice. Unitate decorativă exprimată de diversele elemente de structură. Pridvor în fața intrării de pe latura vestică. Acesta are stâlpii uniți prin arcade decorate cu motive cioplite în bardă, motive ce împodobesc și extremitățile consolelor ce susțin acoperișul.
Interiorul este tencuit și văruit. Icoanele împărătești, identice ca factură, datează toate patru din anul 1842, dată consemnată în inscripțiile de donare.

## Imagini din exterior

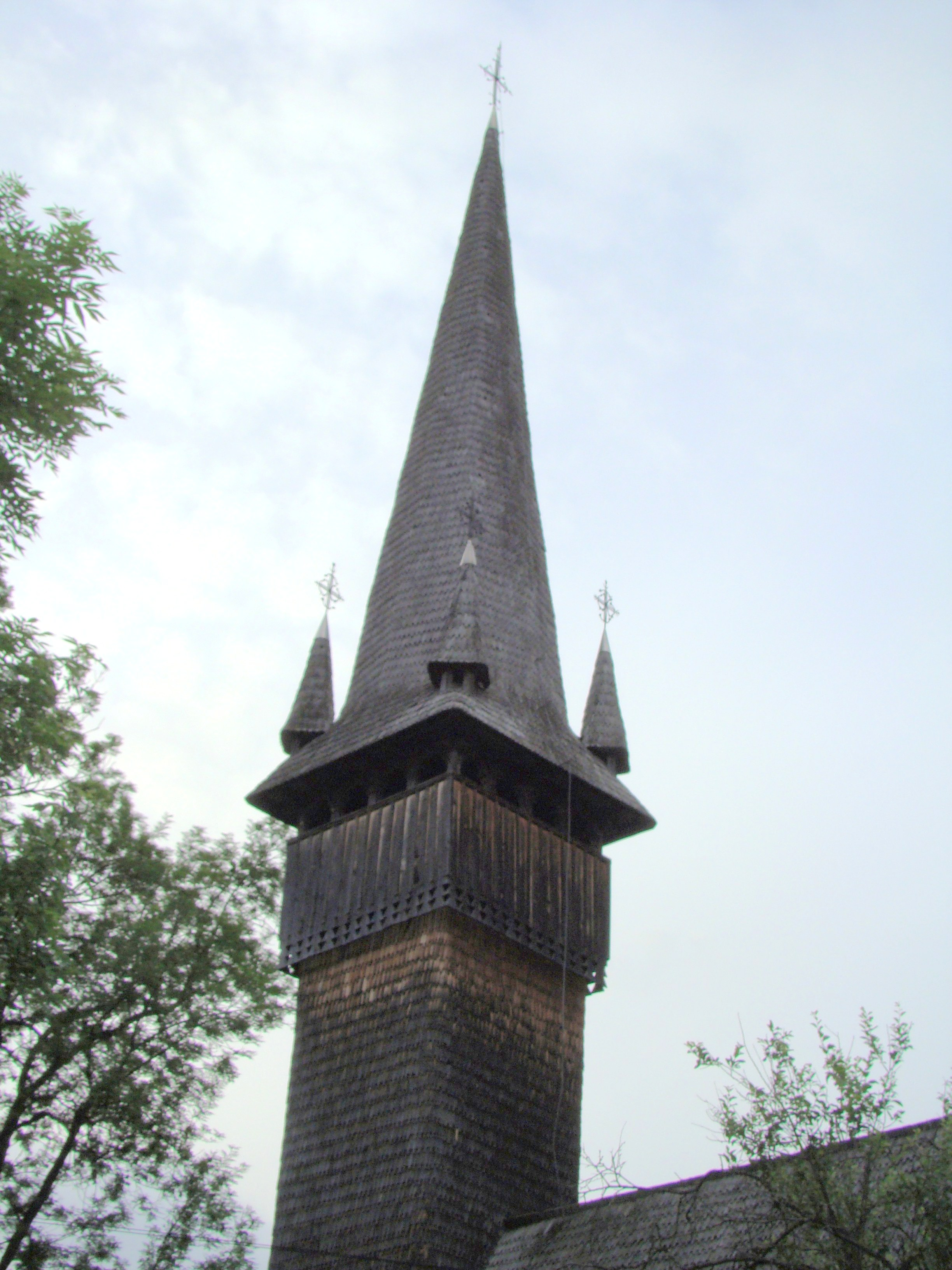
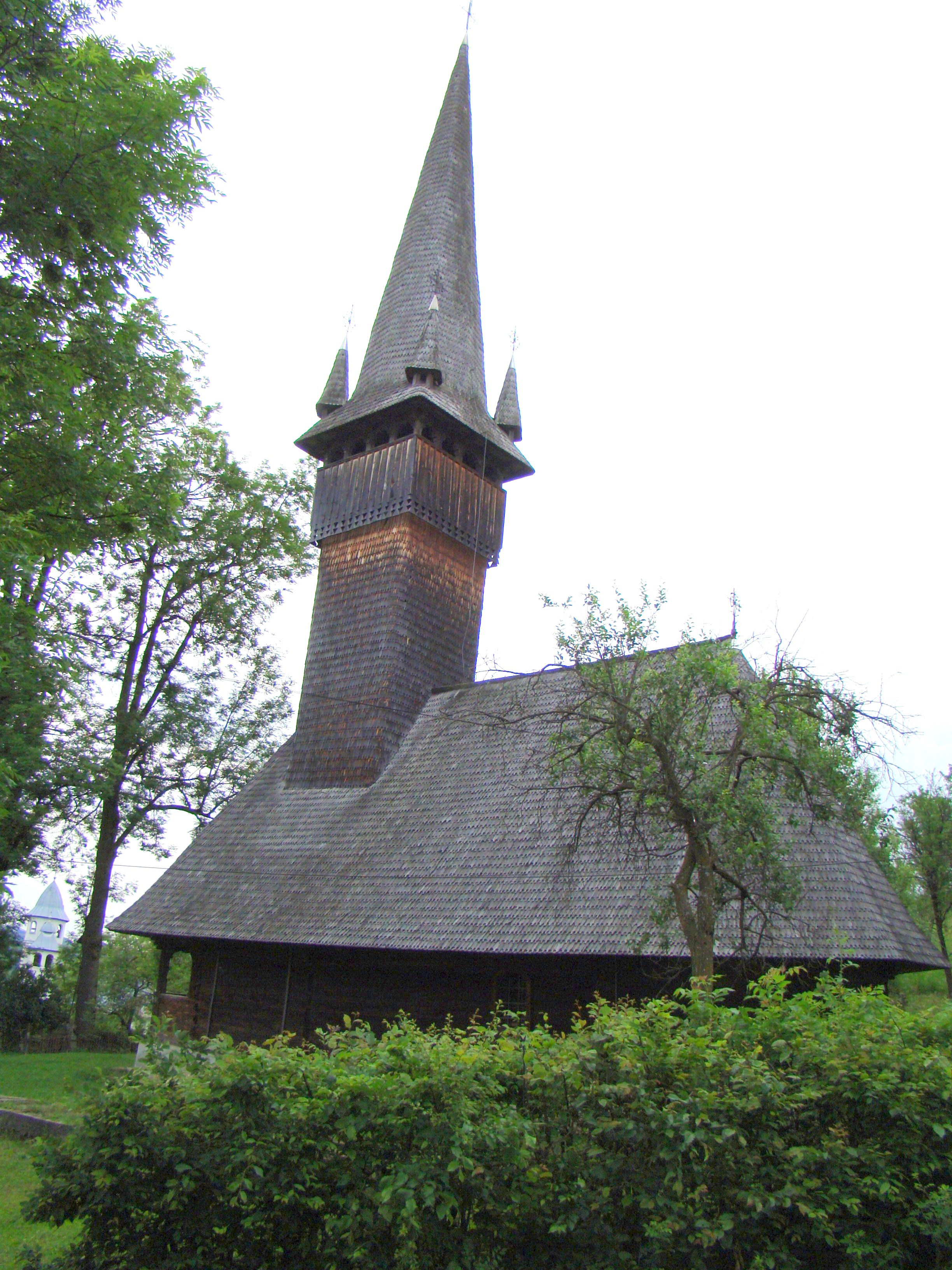
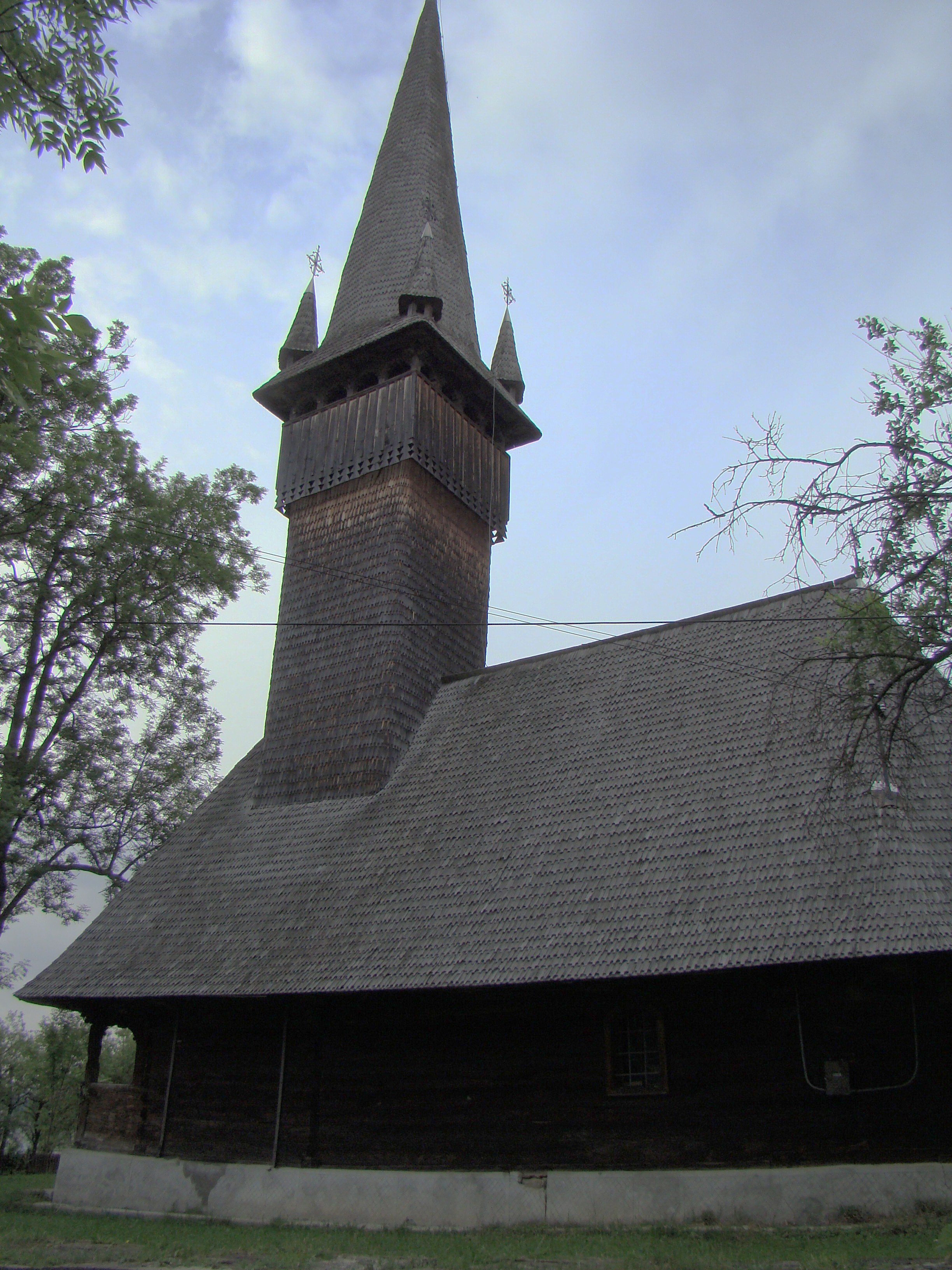
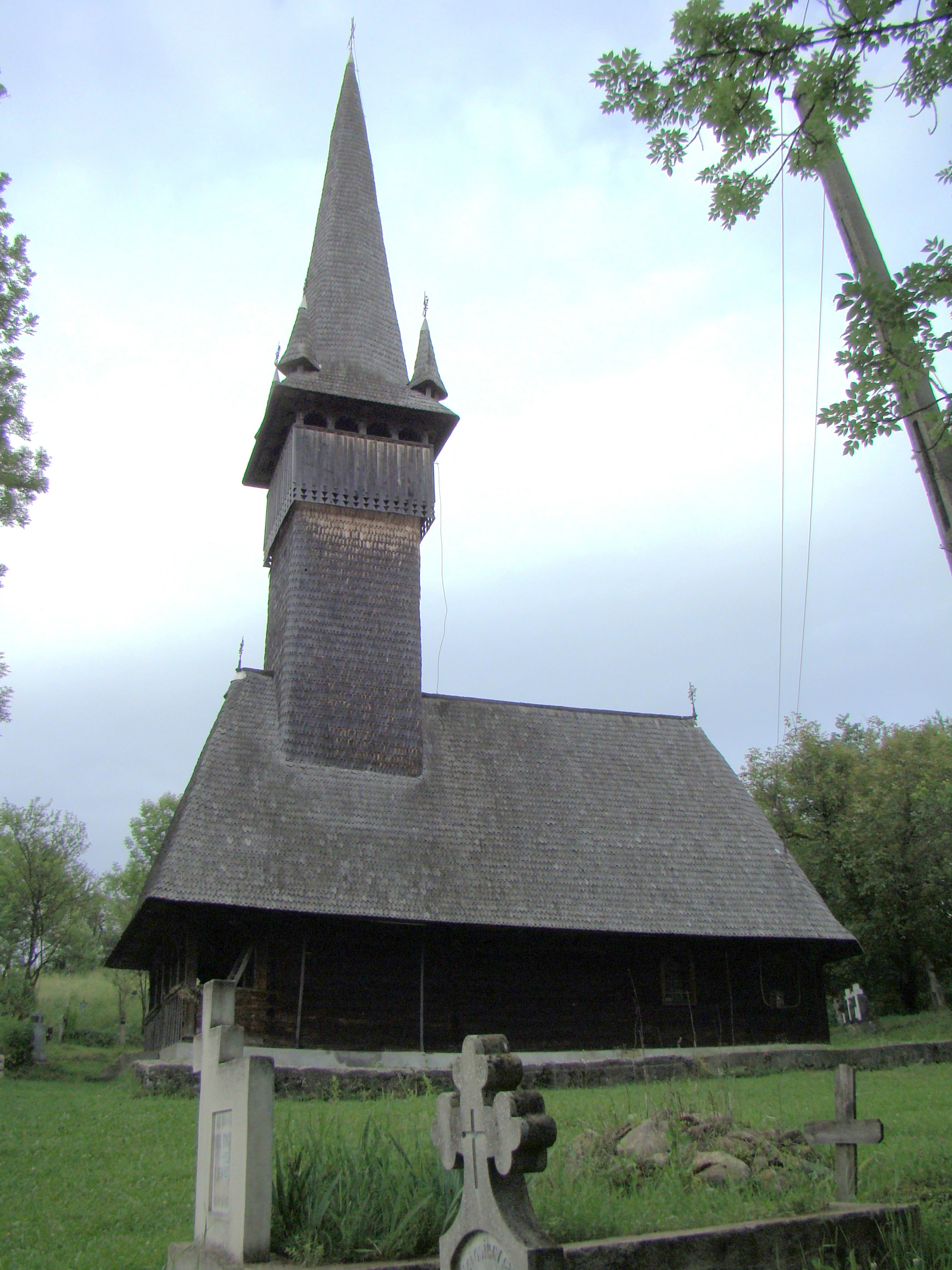
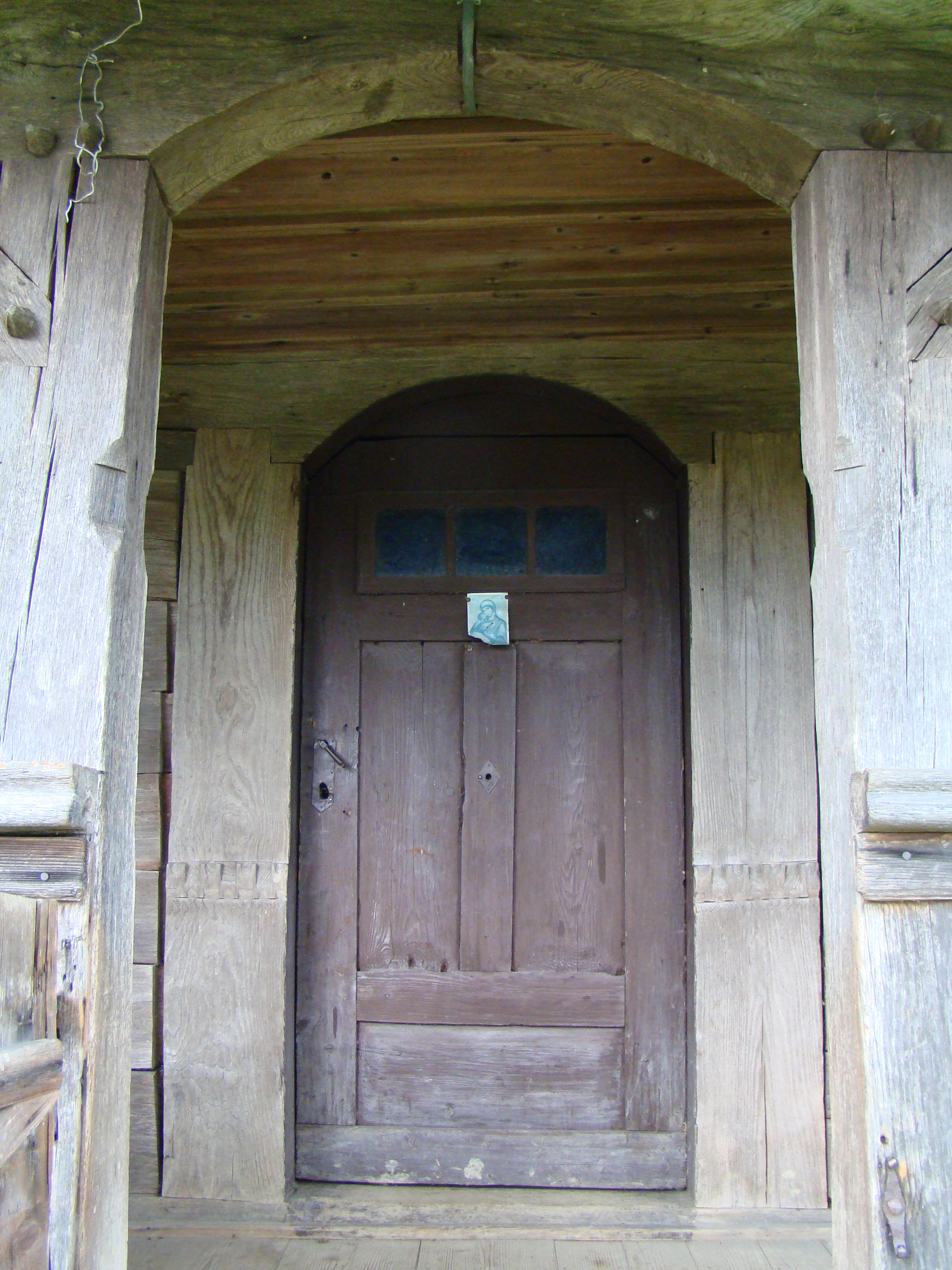

## Imagini din interior

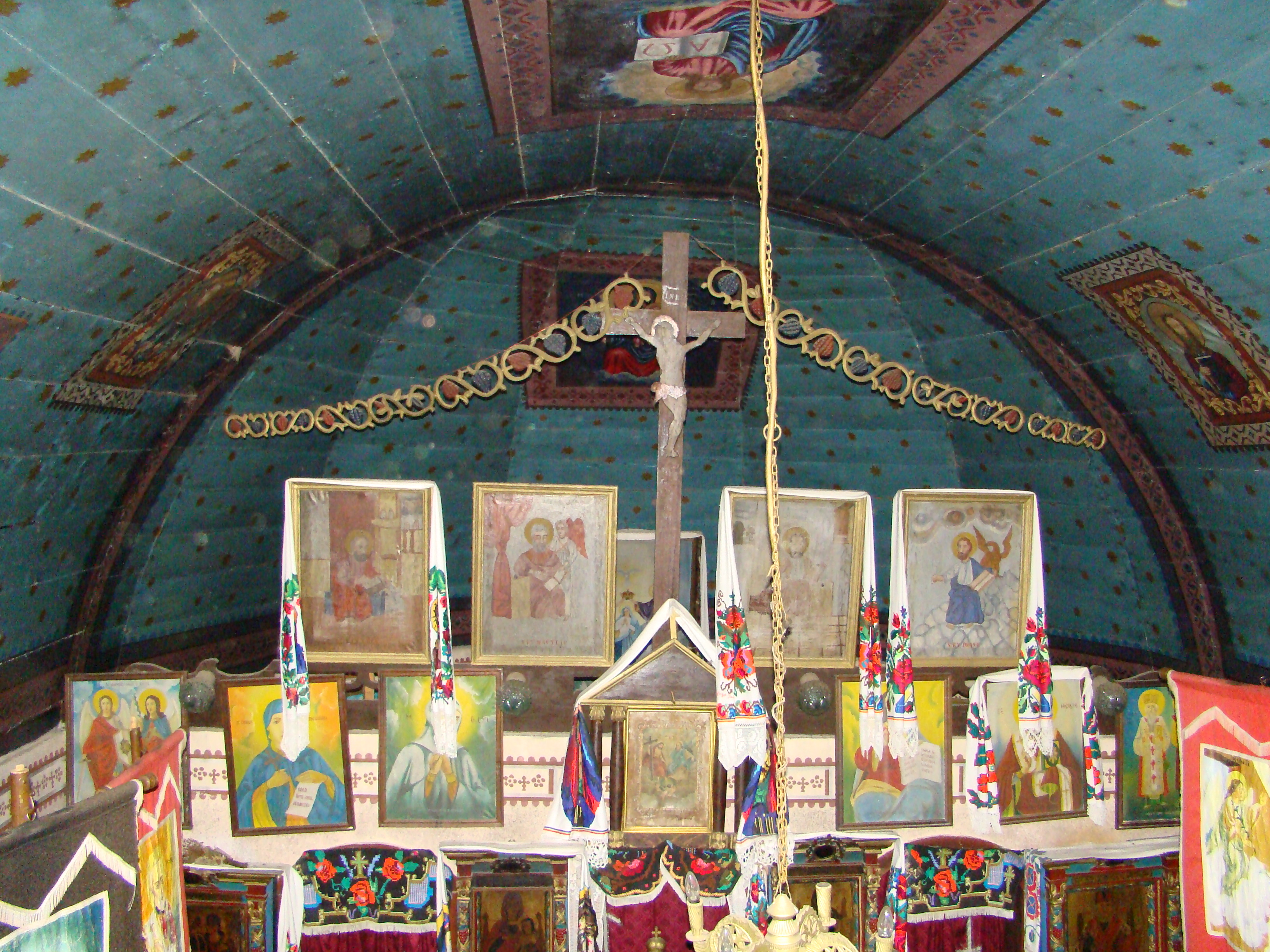
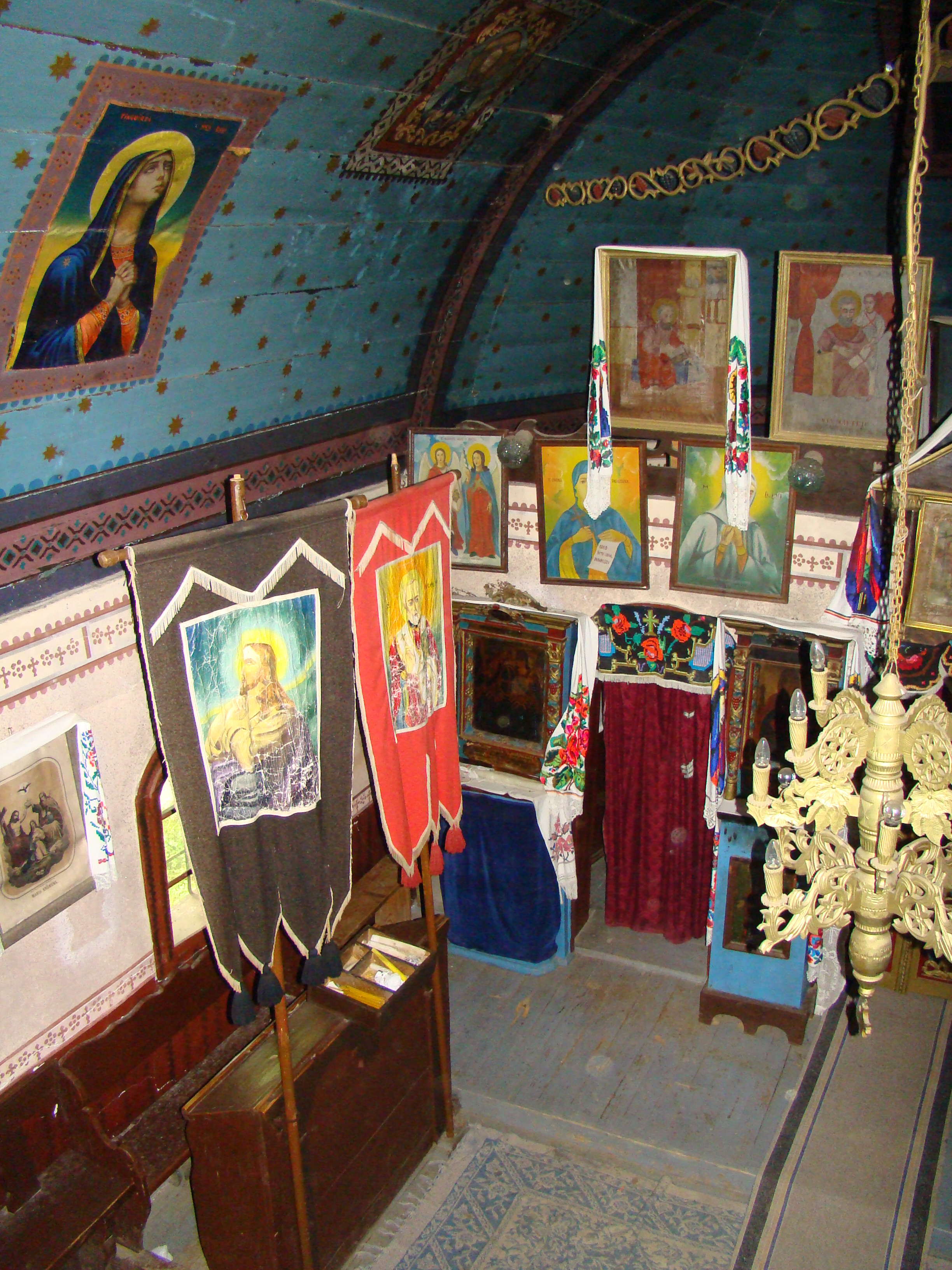
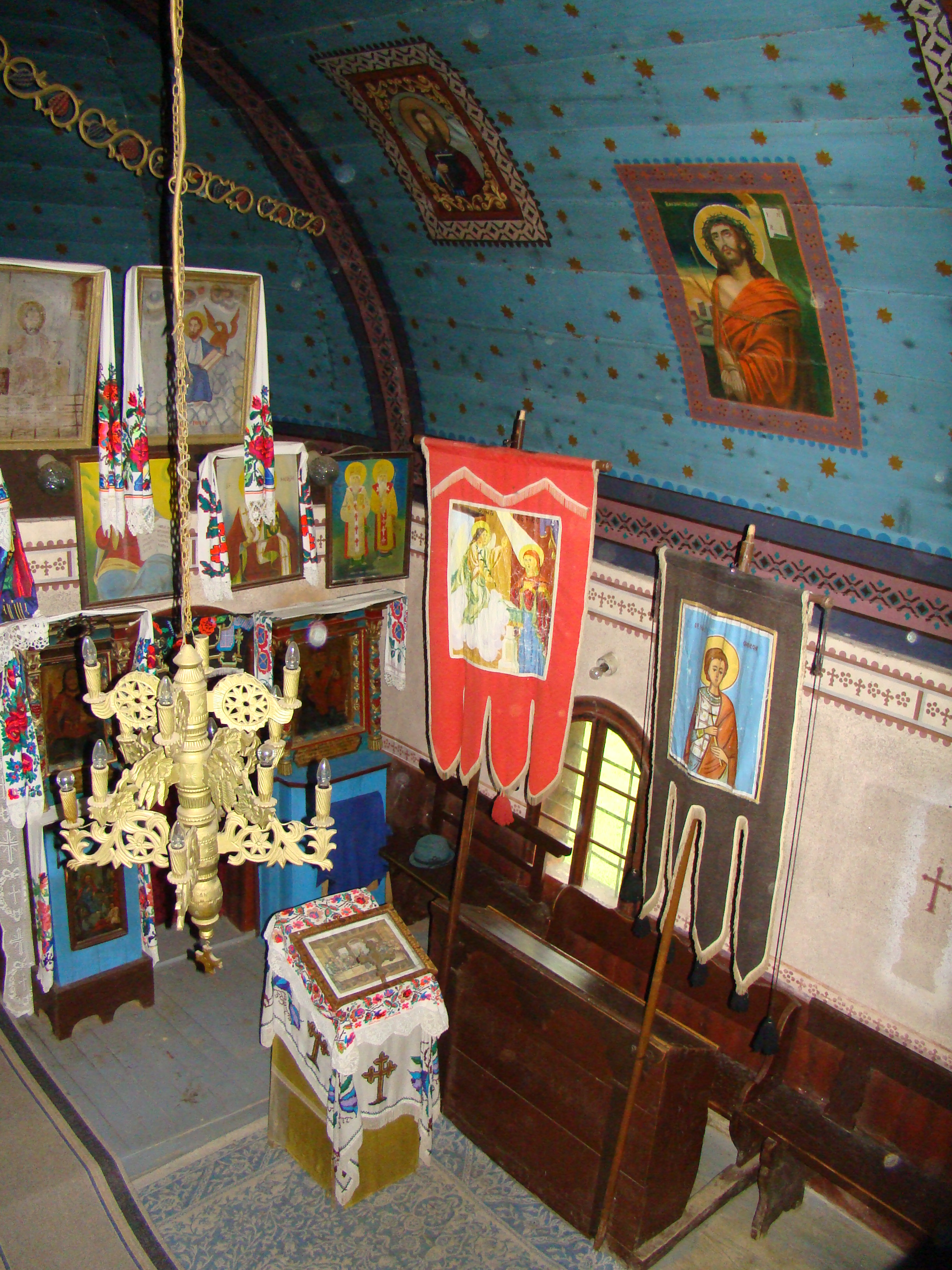
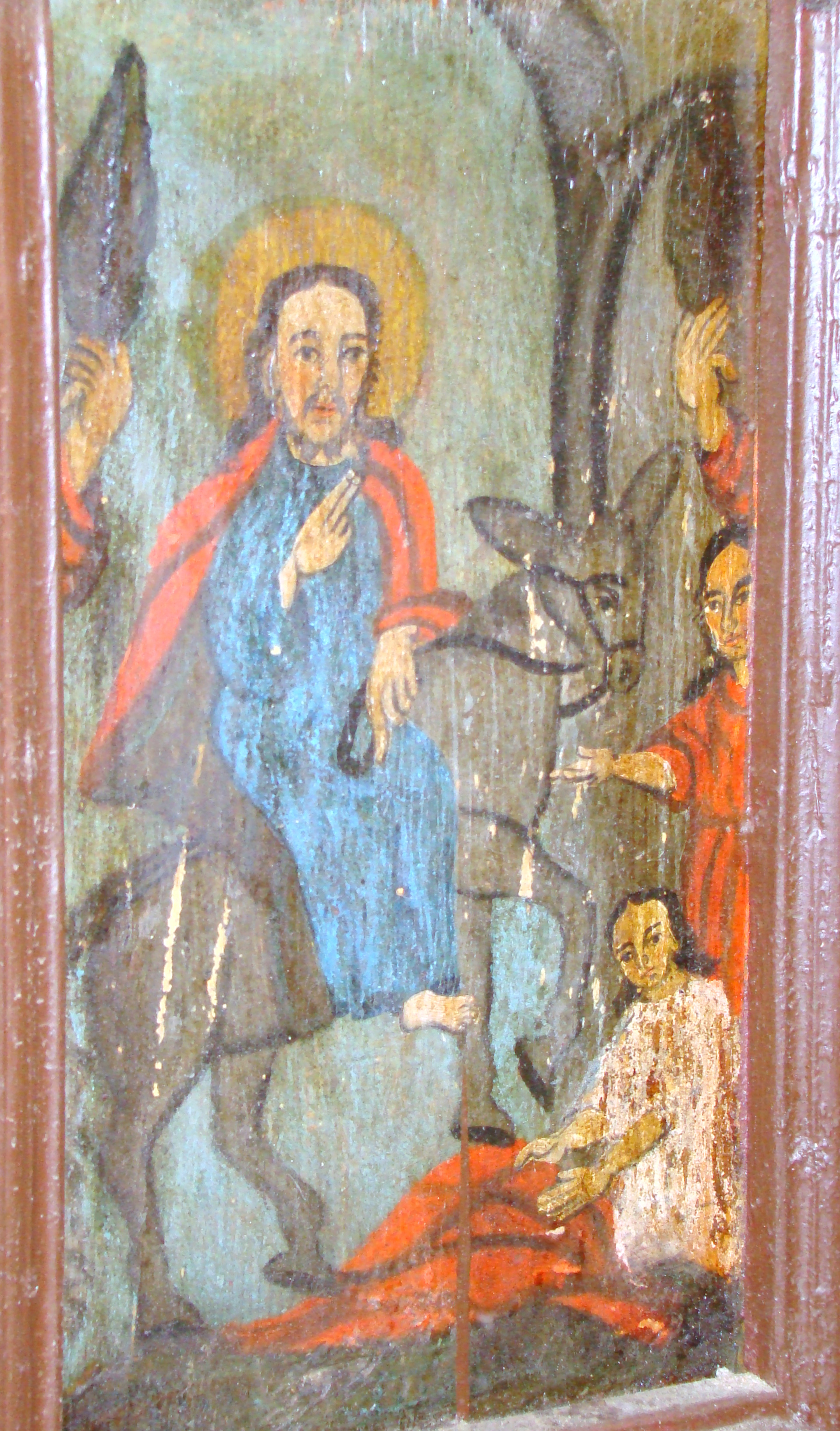
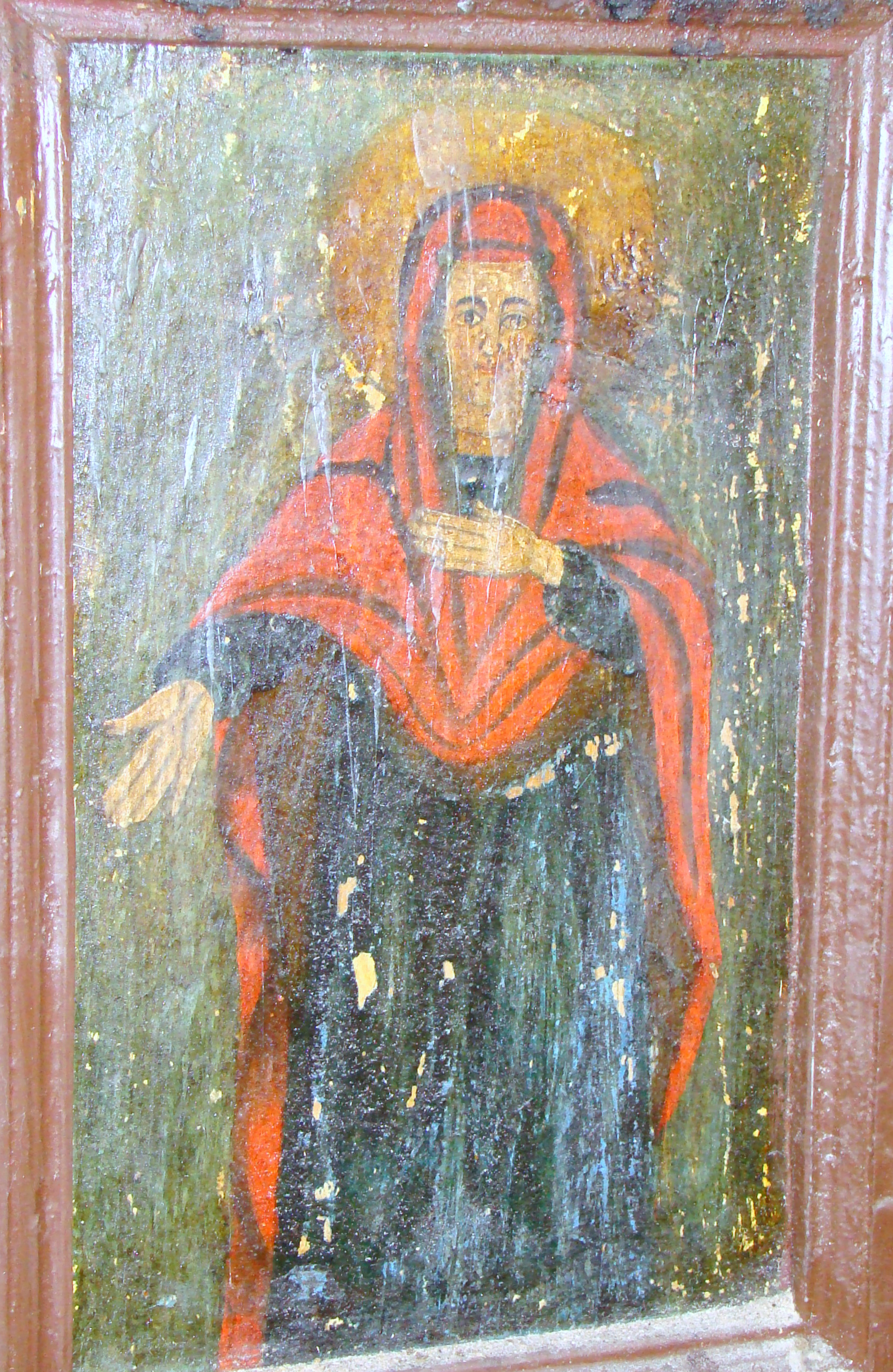
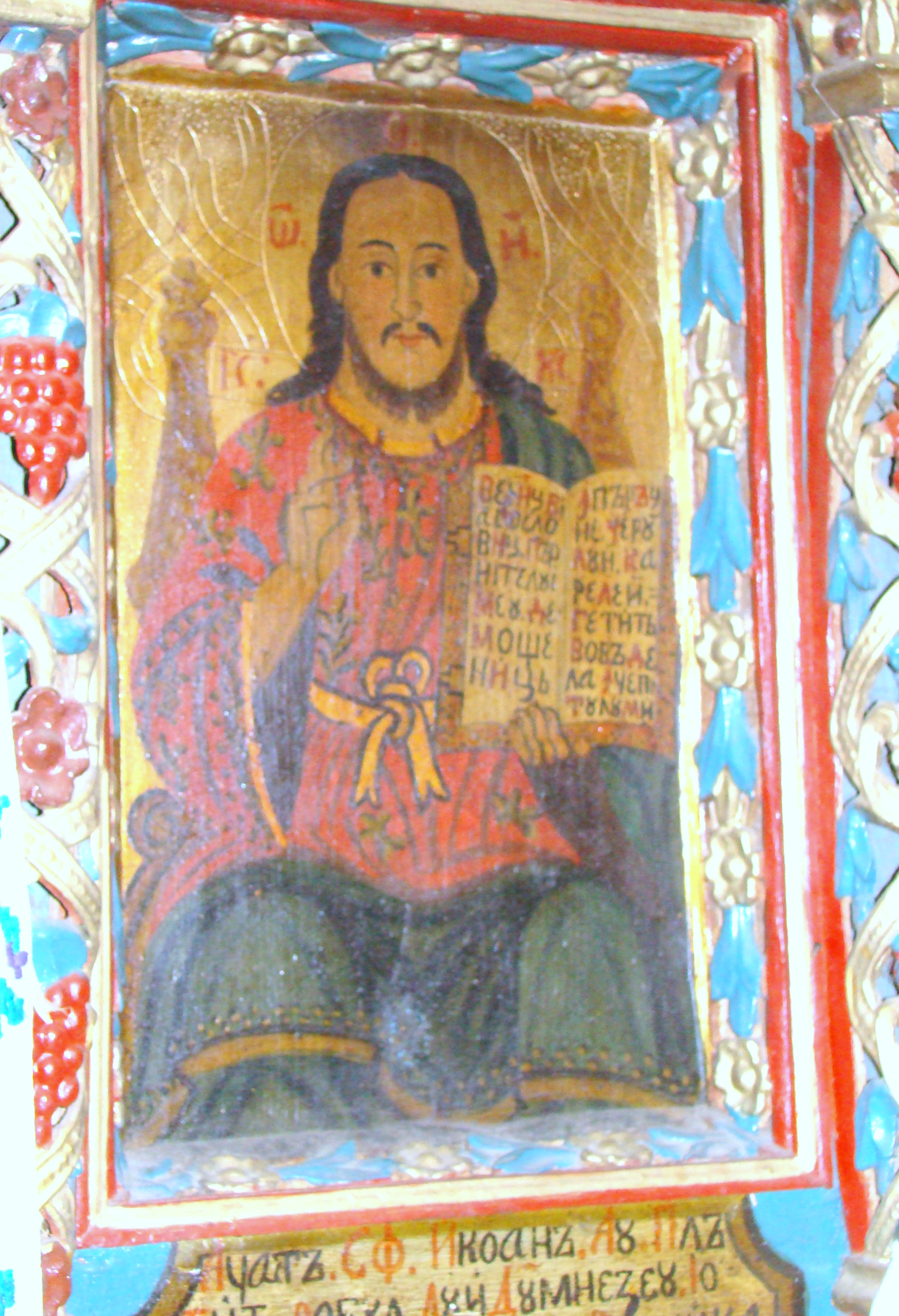
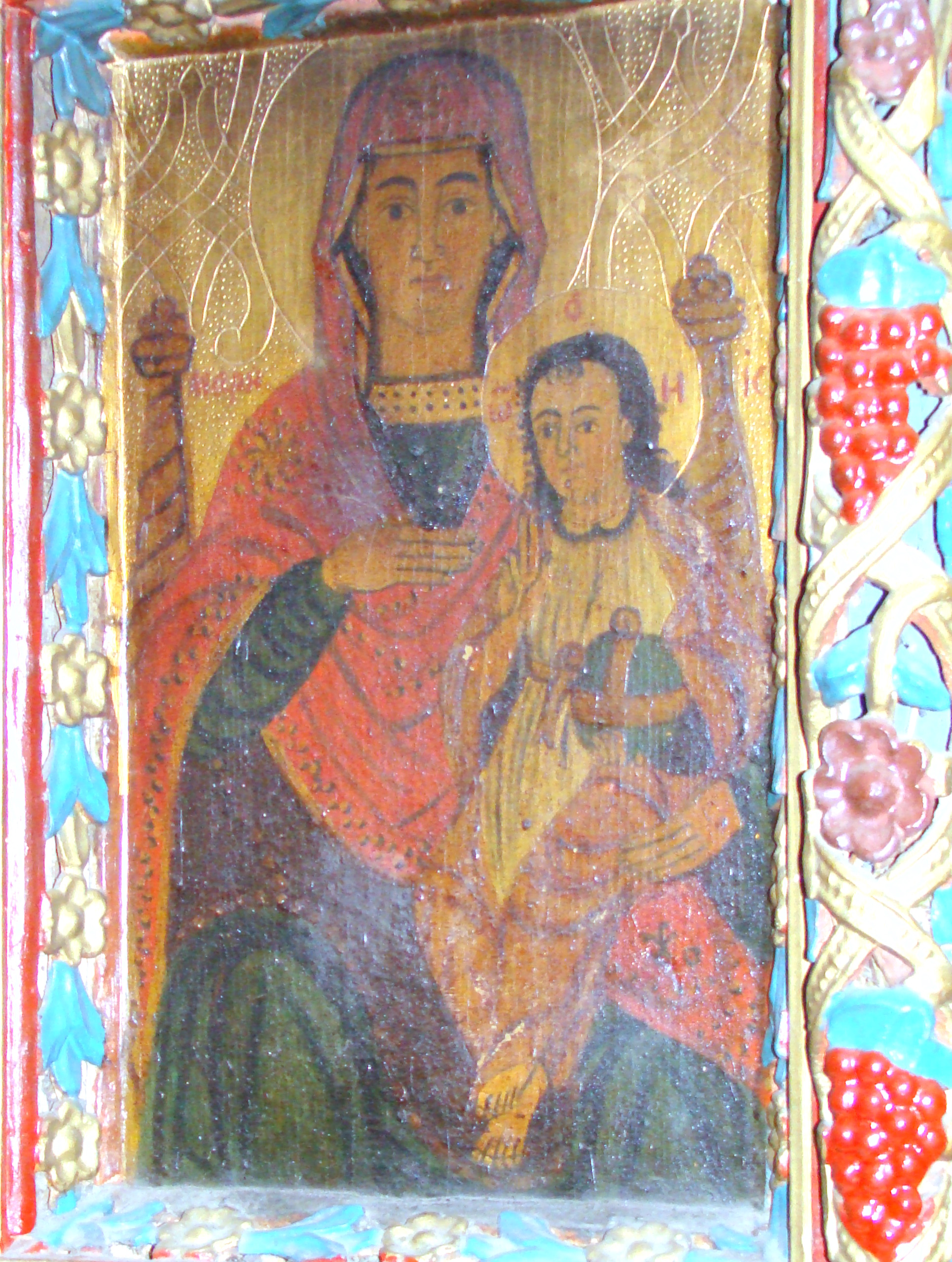
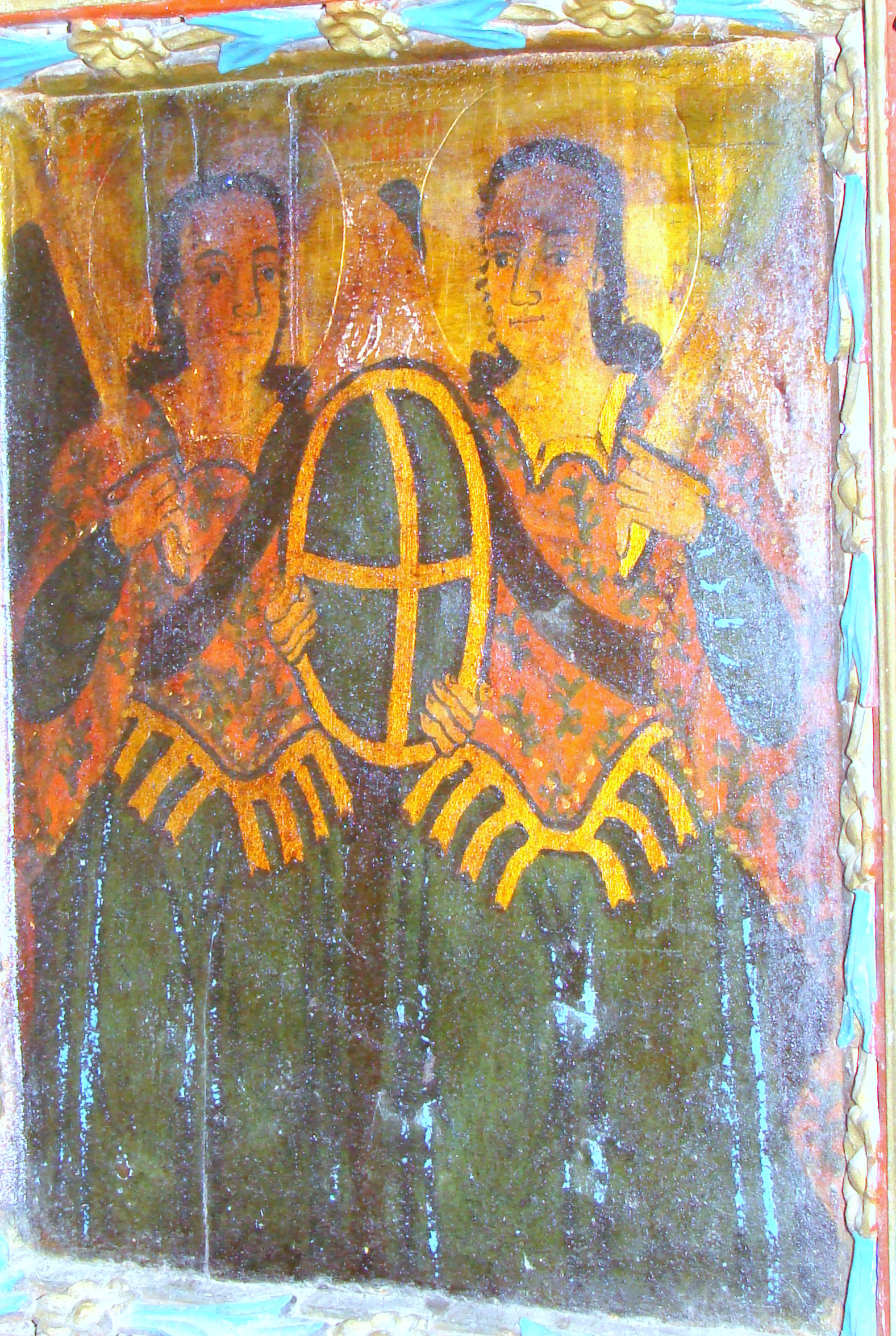